# Шкуљ
43° 43′ 28″ N 15° 27′ 08″ E / 43.72444° С; 15.45222° И
Шкуљ је ненасељено острвце у хрватском дијелу Јадранског мора. Налази се у Корнатском архипелагу око 1 km јужно од рта Опат на крајњем источном дијелу острва Корнат. Дио је Националног парка Корнати. Његова површина износи 0,883 km², док дужина обалске линије износи 5,04 km. Највиши врх — Škulj је висок 145 m. Грађен је од кречњака кредне старости. Између Шкуља, Курбе Веле, Окључа и Гармењака Веог се налази низ мањих острвца и хриди које становници околних острва називају Десетињаци. Административно припада општини Муртер-Корнати у Шибенско-книнској жупанији.